# Sisyrinchium striatum
A Sisyrinchium striatum az egyszikűek (Liliopsida) osztályának spárgavirágúak (Asparagales) rendjébe, ezen belül a nősziromfélék (Iridaceae) családjába tartozó faj.

## Előfordulása
A Sisyrinchium striatum előfordulási területe Dél-Amerikában van. A következő térségekben őshonos: Chile középső részén és Argentína északnyugati, valamint déli részein. Az ottani hegyoldalakon, ligeterdőkben és mezőkön él.

## Képek

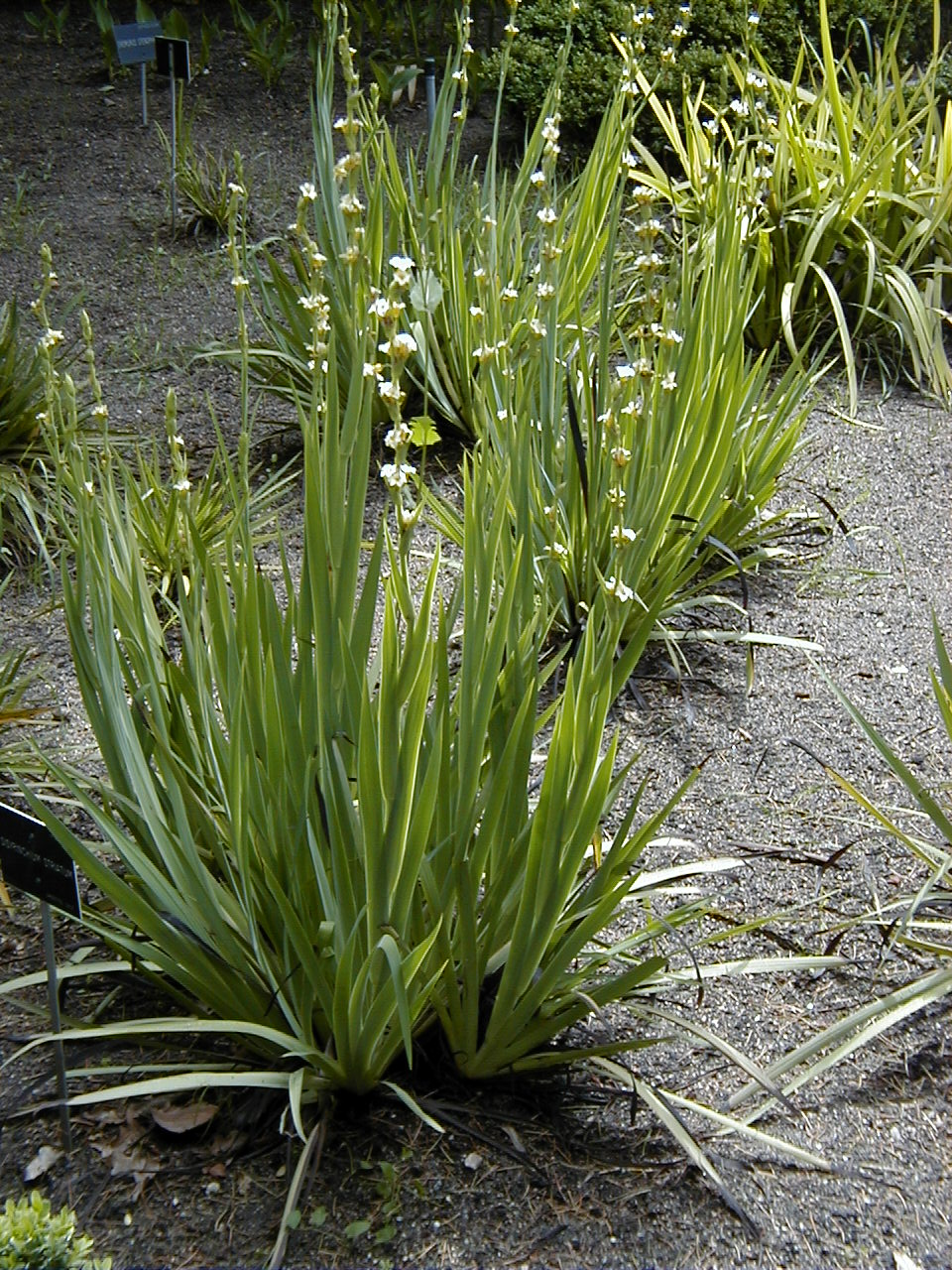
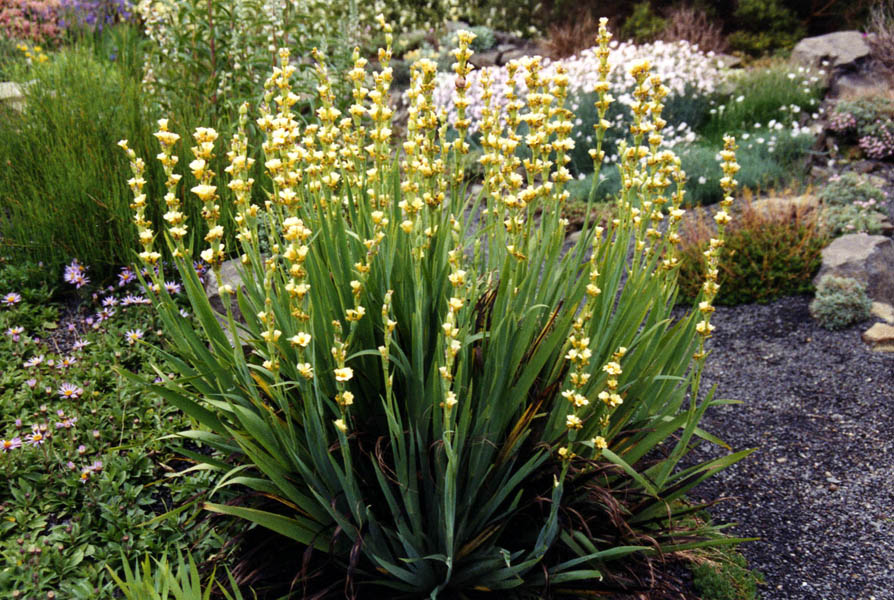
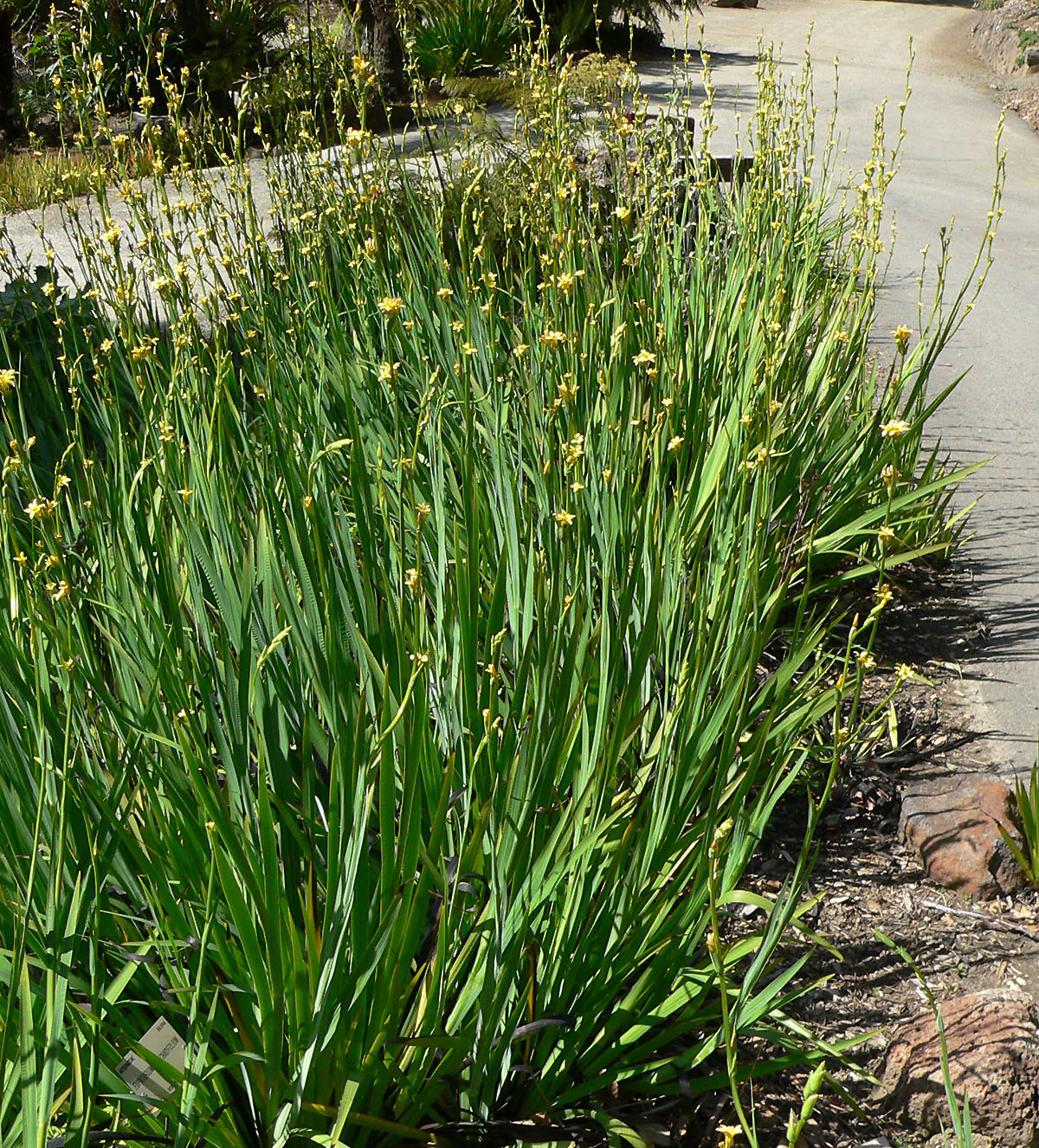
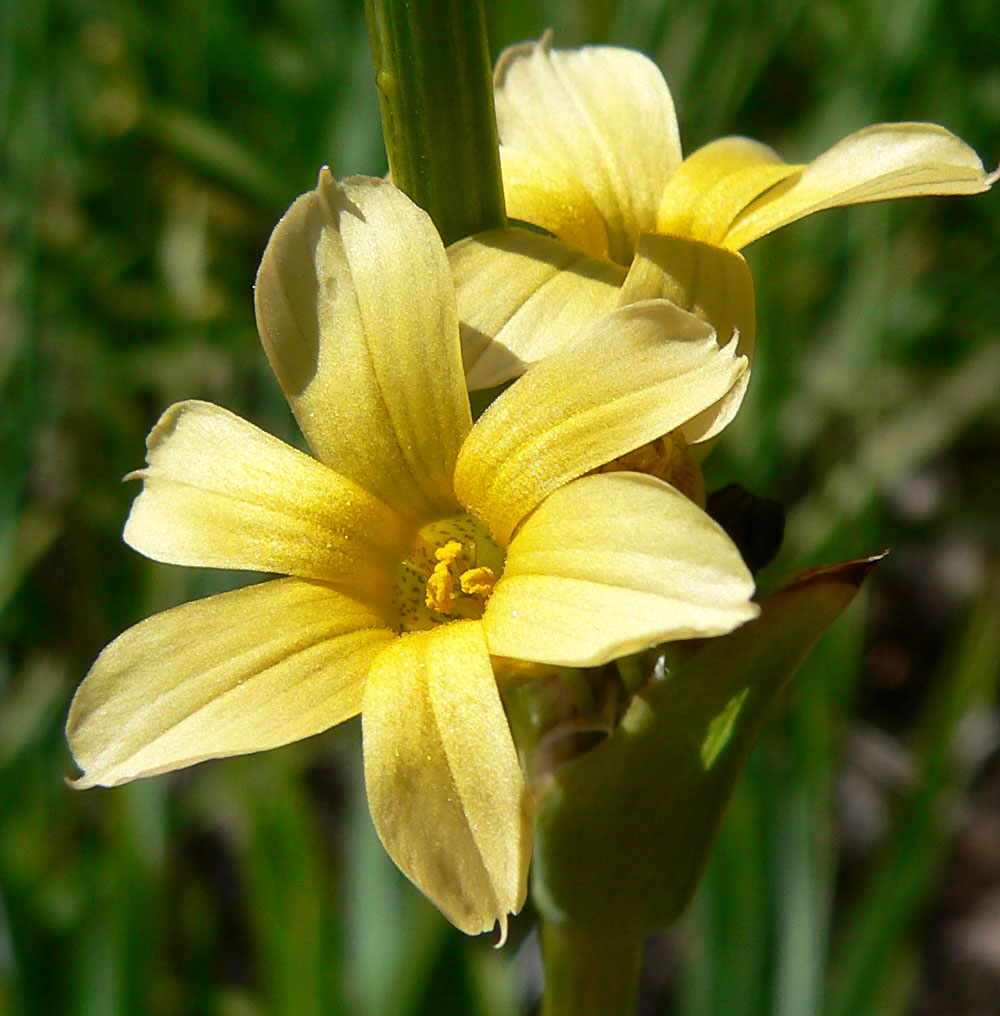

## Megjelenése
Ez a növény eléri a 70-90 centiméteres magasságot. Az egyenes szárán a kardalakú levelei váltakozva ülnek. A csészealakú virágai csoportosan ülnek, hat szirmúak és krém-fehér színűek, azonban a közepük aranysárga. Májustól júniusig nyílik.